# Heidekortnek
De heidekortnek (Nebria salina) is een keversoort uit de familie van de loopkevers (Carabidae). De wetenschappelijke naam van de soort werd in 1854 gepubliceerd door Léon Marc Herminie Fairmaire & Joseph Alexandre Laboulbène.